# Newen Afrobeat
Newen Afrobeat est un groupe de musique d'afrobeat créé en 2010 au Chili qui revisite l'héritage musical de Fela Kuti. Newen signifie la force en langue mapuche. 

## Carrière
Leur premier album, Newen Afrobeat, est sorti en 2013. Leur deuxième, Newen plays Fela, est sorti en 2017.

## Style
Leur style est inspiré de l'Afrobeat nigérian de Fela Kuti et leur répertoire inclut plusieurs de ses titres. Leur musique est aussi influencée par les racines des peuples autochtones de leur propre pays et leurs concerts sont aussi des actes militants pour soutenir la cause Mapuche. 

## Discographie

### Albums
- Newen Afrobeat, 2014.
- Newen plays Fela, 2017. (EP)
- Curiche, 2019.